# Nvidia Tegra
Nvidia Tegra ist ein auf der Arm-Architektur basierendes Ein-Chip-System (SoC) für mobile Endgeräte, wie PDAs, Mobiltelefone, Autos, Tablet-PCs und Multimedia-Player, des Herstellers Nvidia. Außer einem oder mehreren Arm-Kernen enthält der SoC auch einen Grafikprozessor und integrierte Videodecoder und -encoder und erfüllt alle Aufgaben eines Chipsatzes. Er ist u. a. mit dem Snapdragon von Qualcomm oder dem Open Multimedia Application Platform von Texas Instruments vergleichbar.

## Überblick über die Technik

### APX 2500/2600
Die erste Generation des Tegra basiert auf einem ARM11-MPCore. Gefertigt wird der Chip in 65-nm-Technologie. Die Leistungsaufnahme liegt nach Herstellerangaben bei maximal 200 mW.
In das System ist außer dem Arm-Kern ein Grafikprozessor integriert, dessen Rechenleistung mit der Nvidia-GeForce-6-Serie vergleichbar ist. Damit lassen sich High Definition Videos mit bis zu 720 Zeilen sowohl wiedergeben, als auch in Echtzeit komprimieren und Fotos mit bis zu 12 Megapixel verarbeiten. Als Videocodecs werden H.264, MPEG-4 und WMV9 unterstützt. Der Prozessor wird sowohl von Microsoft Windows Mobile, als auch speziellen Linux-Kerneln (so ebenfalls Android) unterstützt.

### Tegra 250
Der Tegra 250 ist ein Arm Cortex-A9 MPCore mit bis zu 1 GHz. Die 3D-Leistung wurde gegenüber den bisherigen Modellen nach Herstellerangaben verdoppelt. Dieser wird auch für Netbooks wie das Toshiba AC100 eingesetzt. Erste Tests zeigen, dass der Tegra 250, je nach verwendetem Betriebssystem und Testprogramm, mit Intel-Atom-Prozessoren konkurrieren kann.

## Spezifikationen

### Tegra-APX-Series

#### Tegra APX 2500
- Prozessor: ARM11 600 MHz MPCore (anfangs Geforce ULV)
  - suffix: APX (ursprünglich CSX)
- Speicher: NOR oder NAND flash, Mobile DDR
- Grafik: (FWVGA 854×480 Pixel)
  - Kamera-Unterstützung mit bis zu 12 Megapixel
  - LCD-Controller bis zu 1280×1024 Pixel
- Speicher: IDE für SSD
- Videocodecs: bis 720p H.264- und VC-1-Decodierung
- Enthält GeForce-ULV mit Unterstützung für OpenGL ES 2.0, Direct3D Mobile, und programmierbare Shader-Einheiten
- Ausgang: HDMI, VGA, Composite Video, S-Video, Stereo Audio Ausgang, USB

#### Tegra APX 2600
- Verbesserte NAND-Flash-Schnittstelle
- Videocodecs:[4]
  - Codierung und Decodierung von 720p H.264 Baseline Profile und D1 MPEG-4 Simple Profile
  - Decodierung 720p VC-1/WMV9 Advanced Profile

### Tegra-6xx-Serie

#### Tegra 600
- Einsatzgebiet: GPS- und Automotive-Segment
- Prozessor: ARM11 700 MHz MPCore
- Arbeitsspeicher: low-power DDR (DDR-333, 166 MHz)
- Ausgänge: SXGA, HDMI, USB, Stereo-Audio
- HD-Kamera 720p

#### Tegra 650
- Einsatzgebiet: GTX, Handhelds und Notebooks
- Prozessor: ARM11 800 MHz MPCore
- Arbeitsspeicher: Low Power DDR (DDR-400, 200 MHz)
- Unter 1 Watt Leistungsaufnahme
- HD-Bildverarbeitung für Digitalkameras und Camcorderfunktionen
- Displayunterstützung für 1080p bei 24 fps, HDMI v1.3, WSXGA+-LCD und -CRT sowie ein NTSC/PAL-TV-Ausgang
- Unterstützung für WiFi, Festplatten, Tastatur, Maus und weitere Peripherien
- Software: Board Support Package (BSP) für Windows-Mobile-basierte Designs

### Tegra-2-Serie

#### Tegra 2 (T20/AP20H)

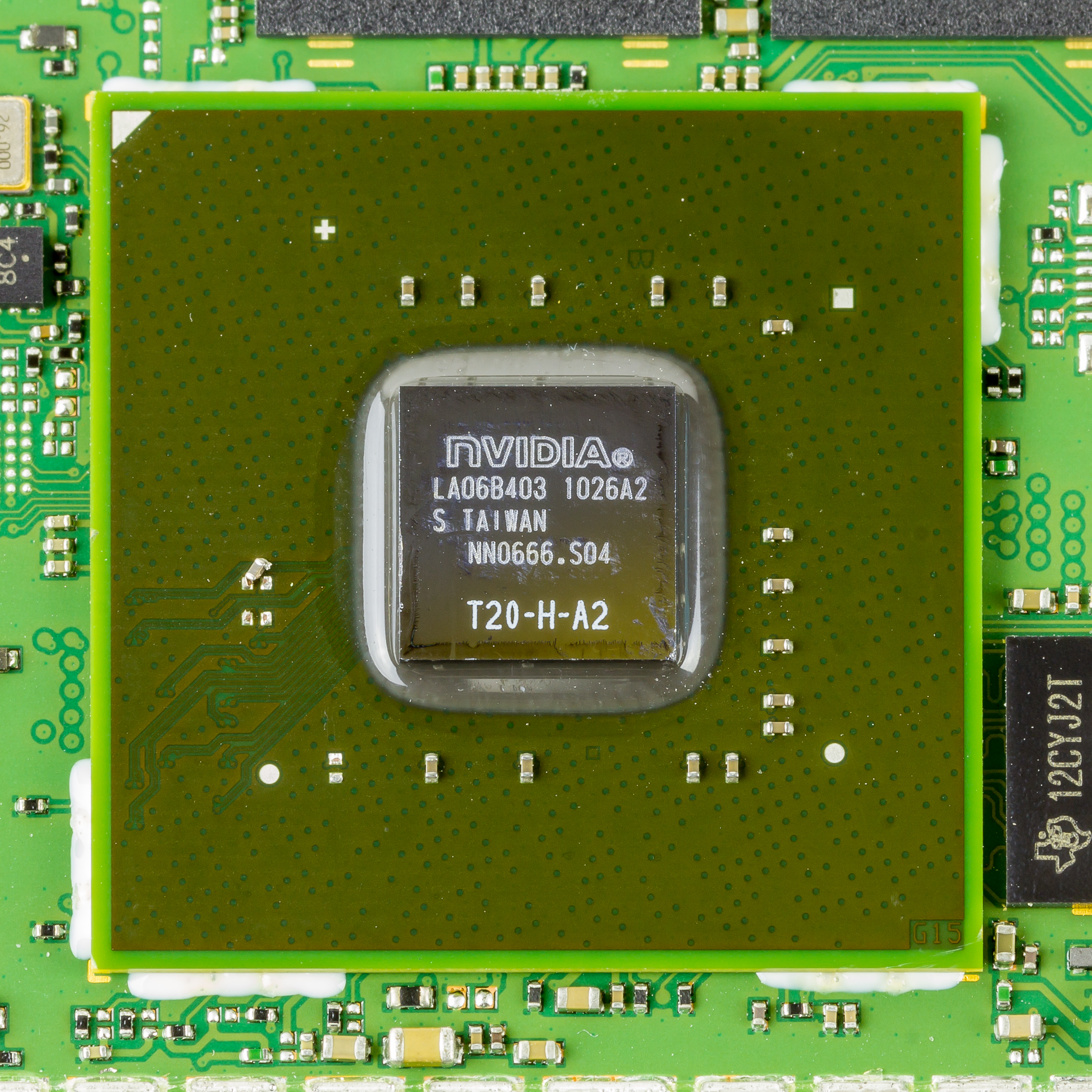
Tegra 2 – T20-H-A2

- Prozessor: Dual-Core Arm Cortex-A9 MPCore, bis zu 1 GHz[5]
- 8-Kern-Nvidia-GPU
- Grafik: GeForce ULP (Ultra Low Power).[6] doppelte 3D-Grafik-Leistung (10–30 % schneller als die PowerVR SGX540[7] und 25–100 % schneller als der Snapdragon Adreno 205)[8]
- Lower Power DDR2 / DDR2 (DDR2-667, 166 MHz)
- keine Unterstützung des NEON-Befehlssatzes
- Videodecodierung von 1080p H.264 Main Profile/VC-1/MPEG-4
- Videcodierung von 1080p H.264
- JPEG-Codierung und -Decodierung
- Zweischirm-Unterstützung
- Kamera-Unterstützung (bis zu 12 Megapixel)
- Einkanal-Speicher-Interface

#### Tegra 2 3D (T25/AP25)
- Prozessor: Zweikern Arm Cortex-A9 MPCore, bis 1,2 GHz
- 3D-Ausgabe

| Modelnummer  | Max. Taktrate | Befehlssatz | CPU                     | GPU                                                                  | Prozess                | Generation        | Produktion | eingesetzt in |
| ------------ | ------------- | ----------- | ----------------------- | -------------------------------------------------------------------- | ---------------------- | ----------------- | ---------- | --- |
| Tegra 250    | 1 GHz         | Armv7       | Dual-Core Arm Cortex-A9 | Ultra-low power (ULP) GeForce GPU 333 MHz (T20) bzw. 300 MHz (AP20H) | 40-nm-Prozess von TSMC | Zweite Generation | Q1 2010    | Acer Iconia Tab A500, Asus Slider, Asus Transformer, LG P990 Optimus, LG Optimus Pad, Motorola Atrix, Motorola Droid Bionic, Motorola Xoom, Notion Ink Adam tablet, Point of View Mobii 10.1, Samsung Galaxy S II (in manchen Regionen), Samsung Galaxy Tab 10.1, Sony Tablet S, T-Mobile G-Slate, Tesla Model S, Toshiba AC-100, Toshiba Folio 100, Velocity Micro Cruz Tablet L510, ViewSonic G Tablet |
| Tegra 250 3D | 1,2 GHz       | Armv7       | Dual-Core Arm Cortex-A9 | Ultra-low power (ULP) GeForce GPU 400 MHz (T25) bzw. 400 MHz (AP25H) |                        | Zweite Generation | Q1 2011    | |

### Tegra-3-Serie (Codename: Kal-El)
- Prozessor: Vierkern-Arm Cortex-A9 MPCore mit 1 MB L2-Cache und einem Companion-Core mit bis zu 500 MHz zum Stromsparen bei nicht rechenintensiven Aufgaben.[10]
- Ultra-Low-Power-CPU-Modus
- 40-nm-Prozess von TSMC[11]
- Video-Ausgang mit bis zu 2560 × 1600 Pixel
- NEON-Befehlssatz für die Arm-Architektur
- Decodierung 1080p H.264 High Profile
- 12-Kern-Nvidia-GPU mit Unterstützung für 3D-Stereo
- Verbesserte GPU (bis zu 3-mal schneller als Tegra 2)[12]

| Modell       | Multi- Core- Modus | Single- Core- Modus | GPU-Takt | RAM-Technologie                                                                        | Erst- verfüg- barkeit | Verwendet in |
| ------------ | ------------------ | ------------------- | -------- | -------------------------------------------------------------------------------------- | --------------------- | --- |
| Tegra 3 T30L | 1,2 GHz            | 1,3 GHz             | 416 MHz  | 32-bit single-channel 667 MHz DDR3-1333 (5,34 GB/sec)                                  | Q1 2012               | Asus Transformer Pad TF300T, Nexus 7, Sony Xperia Tablet S, Acer Iconia Tab A210, WEXLER.TAB 7t, Lenovo IdeaTab A2109, Toshiba AT10-A, Toshiba AT300 (Excite 10) |
| Tegra 3 T30  | 1,4 GHz            | 1,5 GHz             | 520 MHz  | 32-bit single-channel 533 MHz LPDDR2-1066 (4,26 GB/sec) oder 750 MHz DDR3-L (6 GB/sec) | Q4 2011               | Asus Eee Pad Transformer Prime, IdeaTab K2 / LePad K2, Acer Iconia Tab A510, Acer Iconia Tab A700, LG Optimus 4X HD, HTC One X, ZTE Era, ZTE PF 100, ZTE T98, Toshiba AT270, Asus VivoTab RT, Fuhu Inc. nabi 2 Tablet, Tesla Model S, Kungfu K3, Goophone I5, Olivetti Olipad 3, Microsoft Surface RT, Lenovo IdeaPad Yoga 11, Nvidia Cardhu developer tablet |
| Tegra 3 T33  | 1,6 GHz            | 1,7 GHz             | 520 MHz  | 32-bit single-channel 800 MHz DDR3-1600 (6,4 GB/sec)                                   | Q2 2012               | Asus Transformer Pad Infinity (TF700T), Fujitsu Arrows X F-10D, Ouya, HTC One X+, Viewsonic VSD241 all-in-one smart display |

### Tegra-4-Serie (Codename Wayne)
- Prozessor: Quad-core Arm Cortex-A15 MPCore bis 1,9 GHz (plus Stromsparkern)[25]
- 28-nm-Prozess von TSMC
- Verbesserte GPU (72 Shader, 10-mal so schnell als Tegra 2)

| Modelname       | Max. Taktrate | Befehlssatz | CPU                      | GPU       | Prozess                | Softmodem        | Produktion | eingesetzt in |
| --------------- | ------------- | ----------- | ------------------------ | --------- | ---------------------- | ---------------- | ---------- | --- |
| Tegra 4         | 1,9 GHz       | Armv7       | Quad-Core Arm Cortex-A15 | 72 Shader | 28-nm-Prozess von TSMC |                  | Q2 2013    | Nvidia Shield portable, Vizio 10" tablet, HP Slate 8 Pro, HP Slate 7 Extreme, Microsoft Surface 2, ZTE super phone, Asus Transformer TF701, MadCatz M.O.J.O |
| Tegra 4i (Grey) | 2,3 GHz       | Armv7       | Quad-Core Arm Cortex-A9  | 60 Shader | 28 nm                  | LTE i500 (Icera) | Q3 2013    | Nvidia Phoenix, Wiko Wax, Wiko Highway 4G, Blackphone |

### Tegra K1 (Codename Logan)
- Prozessor: 2,3 GHz getakteter Quad Arm Cortex-A15 MPCore R3 + max. 1 GHz getakteter Arm Cortex-A15 MPCore R3 low power companion core oder 2,5 GHz getakteter Dual-core Project Denver (Armv8-kompatibler 64-bit-Core)[26]
- verbesserte mit 900 MHz getaktete und auf einem SMX-Block basierende 192-Kern-GPU[26] mit neuer shared Architektur Kepler, diese GPGPU unterstützt CUDA[27] und OpenGL 4.4. Die GPU liefert eine Rechenleistung von 384 GFLOPS und soll ca. 1,5 mal energieeffizienter arbeiten (Rechenleistung pro Watt) als Apple A7 und Qualcomm Snapdragon-800.[26]
- Fertigung bei Foundry TSMC in 28-nm-HPM-Prozess[26]
- ca. 50-mal so schnell wie Tegra 2
- erschien Juli 2014 (Version mit Arm Cortex-A15 MPCore R3) bzw. Oktober 2014 (Project Denver).
- spezielle Version für den Automobil-Markt unter der Bezeichnung Tegra-K1-VCM, die in Fahrerassistenz- und Infotainment-Systemen zum Einsatz kommen wird[26]

### 64-Bit-CPU Denver
Unter der Bezeichnung Denver entwickelte Nvidia die erste eigene Arm-CPU, einen 64-Bit-Armv8-kompatiblen Core, nachdem man zuvor ausschließlich von der Firma ARM lizenzierte CPUs eingesetzt hatte. Eine Besonderheit ist, dass der Original-ARM-Code zur Laufzeit in einen proprietären Mikrocode umgewandelt wird, der schneller abgearbeitet werden kann. Laut einschlägigen Benchmark-Ergebnissen ist die Denver-CPU damit nicht nur deutlich schneller als der schnellste Original-Core der Firma ARM, der Arm Cortex-A57, sondern auch als Apples Eigenentwicklung Cyclone. Sogar mit Low-End-Versionen von Intel-x86-Prozessoren (Haswell) soll Denver mithalten können. Erste Verwendung der CPU im HTC Nexus 9 (Oktober 2014).

### Tegra X1 (Codename Erista)

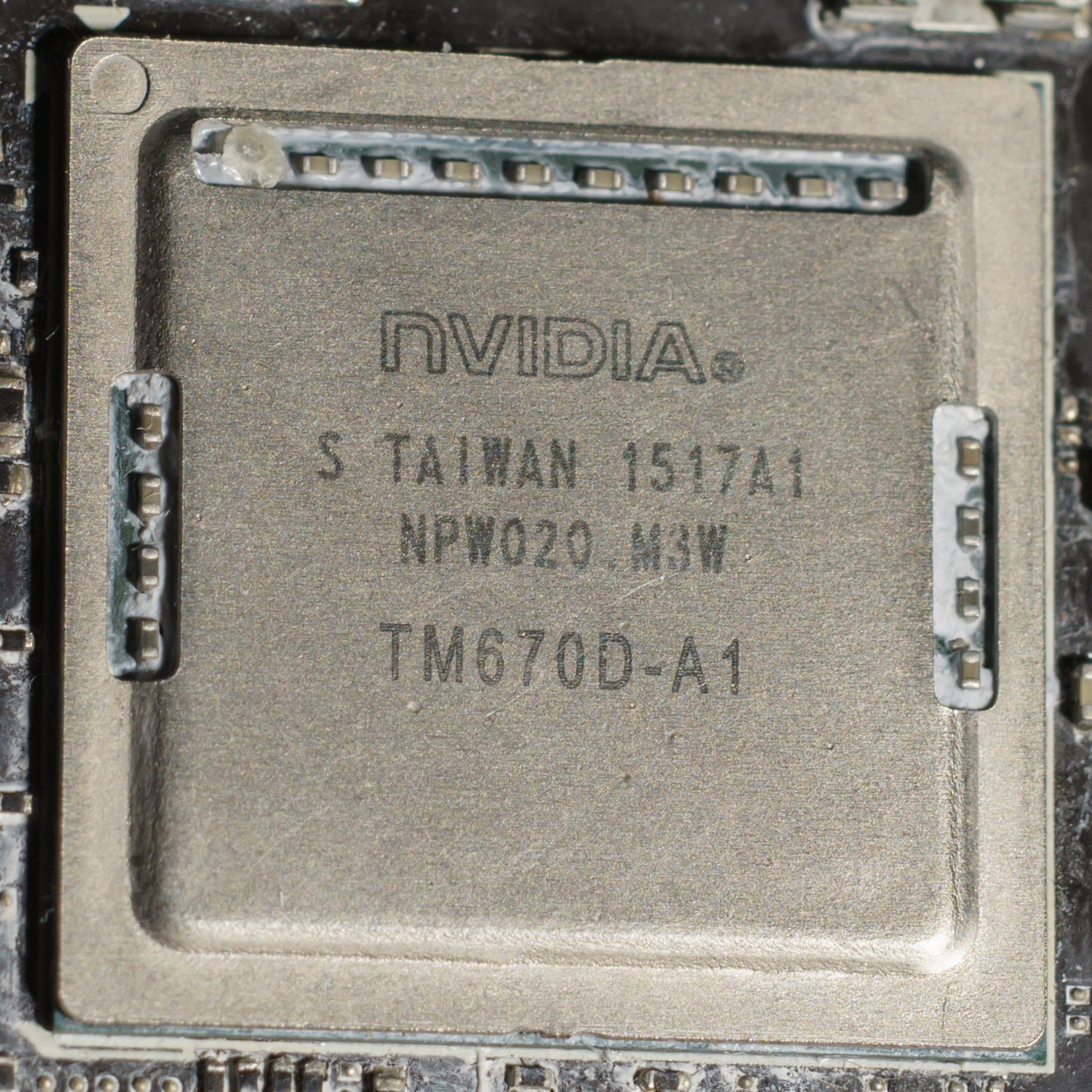
Tegra X1+ (Codename Mariko)

- Prozessor: Quad Arm Cortex-A57 + Quad Arm Cortex-A53[30]
- GPU-Architektur Maxwell mit 1 GHz getaktete und auf zwei SMM-Blöcken basierende 256-Kern-GPU. Die GPU liefert eine Rechenleistung von maximal 512 GFLOPS bei einfacher Genauigkeit (FP32) und 1024 GFLOPS bei halber Genauigkeit (FP16)[31] und soll rund 45 % energieeffizienter arbeiten (Rechenleistung pro Watt) als der Apple A8. Dabei arbeitet sie grafiklastige Benchmarks bis zu doppelt so schnell ab wie der Apple A8.[30]
- Fertigung bei Foundry TSMC in 20-nm-Prozess[30]
- wurde im Januar 2015 vorgestellt.
- spezielle Plattformen für den Automobil-Markt unter den Bezeichnungen DRIVE CX und DRIVE PX, die in Fahrerassistenzsystemen- und Infotainment-Systemen zum Einsatz kommen werden.[30]

## Verwendung
Der APX 2500 wurde am 12. Februar 2008 von Nvidia auf dem GSM World Congress in Barcelona offiziell vorgestellt. Der Prozessor wird seit 2009 in Mobiltelefone eingebaut. Der erste Medienplayer mit dem Chip war der Microsoft Zune HD, der durch die Hardwareplattform eine hohe Grafikleistung besitzt. So kann der Player 3D-Spiele und 720p-Videos wiedergeben.
Der Tegra 2 und 3 wird seit Ende 2010 in verschiedenen Produkten wie Smartphones, Tablet-PCs und Einplatinencomputern verbaut, z. B. die Spielekonsole Ouya oder das Tablet Nexus 7 (2012).
Der Tegra X1 wird in der Nintendo Switch verwendet.
Der Tegra T239 (Codename "Drake") wird in der Nintendo Switch 2 verwendet.

### Embedded
Für den Embedded-Markt existieren weiterhin Prozessor-Module von den Firmen:
- Avionic Design Tamonten System[33], bestehend aus:
  - Evaluations-board incl. FPGA, Tamonten NG Eval-Carrier[34]
  - Tegra 2[35] oder Tegra 3[36] Prozessor-module mit Fokus auf IO-Unterstützung[37]
- Toradex[38] (Fokus auf Kompatibilität)

- e-con Systems[39] (Fokus auf Kompatibilität)

Diese Module sind einzeln oder in Kombination mit Trägerboards sowohl für Einzelpersonen als auch Firmen erhältlich und erlauben es, eigene Produkte oder Projekte basierend auf den Tegra-Prozessoren zu realisieren. So findet der Tegra 3 z. B. in den neuen Radio-Navigations-Systemen im neuen Audi A3 und VW Golf VII Verwendung.

## Linux-Support
Nvidia stellt proprietäre Treiber für den Tegra als Teil seines Linux-for-Tegra-Developmentkits zur Verfügung. Nvidia und der Embedded-Partner Avionic Design arbeiten an Open-Source-Treibern, die in den Linux-Kernel eingehen sollen.

## Ähnliche Plattformen
- Atom von Intel (ein x86-Prozessor mit Grafikprozessor, kein Arm)
- A4, A5 und Apple A6 von Apple
- Exynos von Samsung
- Fusion von AMD (ein x86-Prozessor mit Grafikprozessor, kein Arm)
- i.MX von Freescale
- Nomadik von ST-Ericsson (Joint-Venture von STMicroelectronics und Ericsson)
- OMAP von Texas Instruments
- PXA von Marvell (ehemals Intel XScale)
- SH-Mobile von Renesas (eigene RISC-Prozessor-Plattform, kein Arm)
- Snapdragon von Qualcomm